# Международно летище Инчон
Международно летище „Инчон“ (на корейски: 인천국제공항; Ханджаː仁川國際空港; коригирана романизация на корейския език: Incheon Gukje Gonghang) е най-голямото летище в Южна Корея и едно от най-големите в световен мащаб. То е сред най-натоварените летища в света.
Според „Airports Council International“ е най-доброто летище от 2006 до 2011, а според „Skytrax“ най-доброто летище от 2013 за транзитни пътници и най-чистото летище за 2015. 
Летището разполага с голф игрище, спа, ледена пързалка, спални помещения, казино, вътрешни градини и Музей на корейската култура. Източник от летището твърди, че средно за пристигане и заминаване отнема 19 и 12 минути, сравнено с други летища, при които отнема 60 и 45 минути прави „Инчон“ най-бързото летище за митническа обработка. Според летището процента на сгрешения багаж е едва 0.0001%.
Намиращо се на 48 километра западно от Сеул, летище „Инчон“ е главният център на „Korean Air“, „Asiana Airlines“, „Air Jeju“, и „Polar Air Cargo“. Служи и като център за международния граждански въздушен транспорт и превозите на товари в Източна Азия. Според данни от 2014, „Инчон“ е осмото най-заето летище в Азия по отношение на пасажери и четвъртото в света по заетост според международните пасажери. През 2014 г. през летището са минали общо 45 512 099 пасажери. През 2018 г. през летище Инчон са минали общо 68 259 763 пасажери.
Летището, намиращо се западно от град „Инчон“ е създадено на изкуствена земя, построена между островите Йонгчонг и Йонгу. По суша е летищото е свързано със Сеул с автомагистрала 130. Магистралата също свърза и Международно летище „Гимпо“, за да може по-лесно да се осигури достъп, както и до вътрешните полети, така и до международните. Летището се обслужва от автобусна линия от всички части на Южна Корея, както и от традиционния ферибот между кея на Йонгчонг и Инчон. Специални лимузини работят денонощно от Сеул до Инчон.